# 三手烟
三手煙（third-hand smoke）是指吸烟后残留在物体表面和灰尘中的烟雾污染物。

## 詞源
三手煙這個詞是纳法伯/哈佛癌症中心（Dana–Farber/Harvard Cancer Center）所創造的新詞。這裡面所提到的三手代表的是即使二手煙被清理之後，仍舊殘餘在物品表面上面的污染。也就是說，一手煙代表的是吸煙者自己吸入肺部的煙，二手煙代表的是吸煙者所吐出的煙與香煙燃燒所產生其他物質的混合，進入空氣中並且可能被其他人吸入。三手煙则是指吸烟后残留在物体表面和灰尘中的烟雾污染物，他们重新释放到空气中，其中有些化合物可与环境中的氧化剂和其他化合物反应生成二次污染物。

## 潛在傷害
雖然二手煙在房間或者密閉空間裡面會在短時間之後消散，尼古丁以及其他香煙的成份會附著在該空間的表面上，並且持續釋放毒素。一项由美国华人科学家杭渤主导的跨学科研究发现，三手烟在人体细胞会引起基因突变，从而造成癌症和其他疾病的可能性。

## 公眾意識與影響
在2011年10月，在亚历山德里亚的聖弗朗西斯卡布里尼醫院（Christus St. Frances Cabrini Hospital）提出報告會在2012年7月禁止三手煙，所有衣服聞起來有煙味的員工會被禁止工作。此禁令的執行是因為三手煙據稱對嬰兒或者小孩的大腦有特殊的危險。